# Grant Hardie
Grant Hardie est un curleur britannique, né le 27 mars 1992 à Dumfries.

## Palmarès

### Jeux olympiques
- Pékin 2022
  -  médaille d'argent[1]